# Piaff

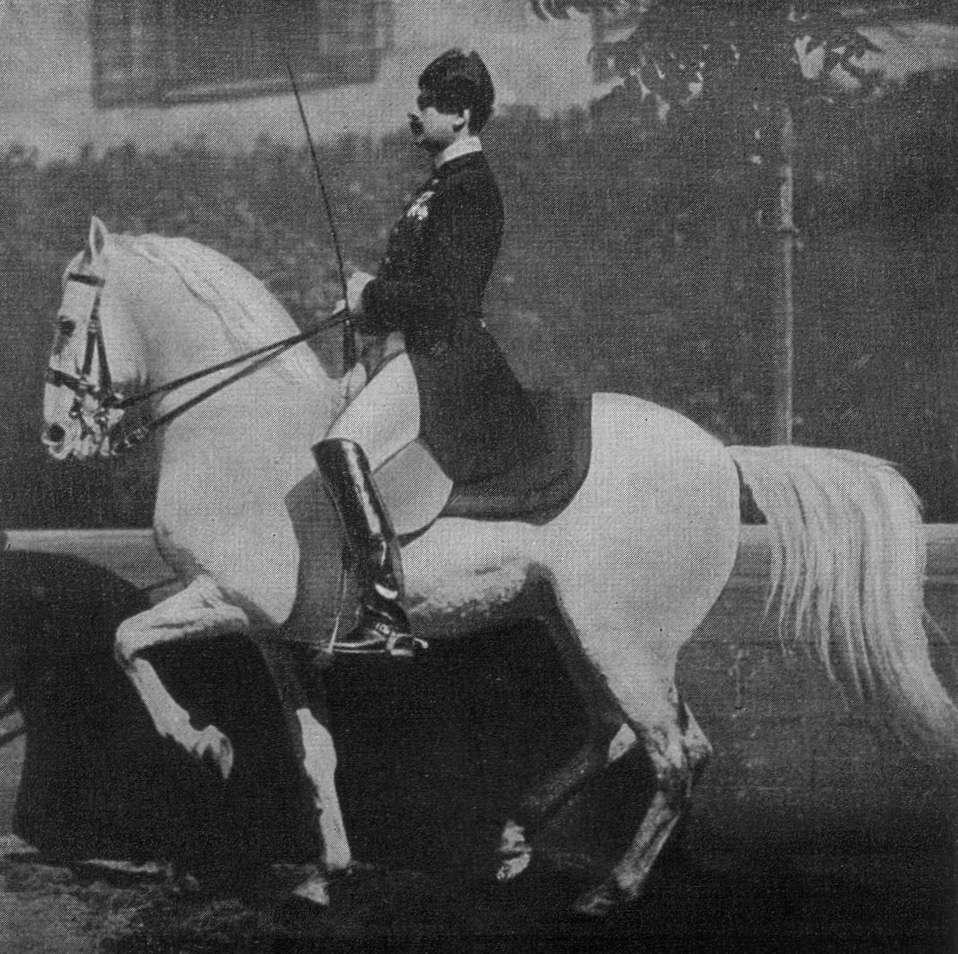
Johann Meixner utför en piaff på Neapolitano Bona.

Piaff (efter franska piaffement, av piaffer, 'trava på stället', 'stampa') är en rörelse inom klassisk dressyr. Rörelsen kännetecknas av att ryttaren får hästen att utföra en taktfast hög, mycket samlad trav med kadens under knappt skönjbar förflyttning framåt, med sänkt kruppa och vikten förflyttad mot bakbenen, som befinner sig långt under hästen. Bogarna ska vara lätta och rörliga, och ryggen elastisk och mjuk. Piaff kallas ofta för trav på stället, vilket i så fall är helt korrekt då det handlar om mycket samlad trav. 
Piaff är en rörelse i den högre skolan inom ridkonsten och ingår i Olympiska spelens dressyrridningsprogram. I bedömningen av dessa premieras vanligen bibehållen rytm och bakbensaktivitet över samlingsgraden, d.v.s. hur pass "på stället" piaffen är (upp till rimliga gränser av framåtrörelse). Att hästen rör sig eller ens tenderar bakåt i piaffen, är ojämn i rytmen, eller "vaggar" från sida till sida med bak- eller framdelen är enligt FEI att betrakta som allvarliga fel.
Piaff är nära besläktat med passage, och övergångarna rörelserna emellan är ett hårt test av hästens samling, framåtbjudning och lydnad. Vanligtvis börjar man med piaffen, och först när den är någorlunda befäst utnyttjas piaffen för att lära hästen passage.
När hästen utför piaff kallas det att den piafferar.
Piaff är ett utgångsläge för många andra rörelser, som till exempel kapriol.